# Provincia di Karnali
Karnali Pradesh (कर्णाली प्रदेश in lingua nepali) è una delle sette province del Nepal, stabilite dalla Costituzione del Nepal del 2015.
La sua capitale è Birendranagara.
La provincia, che prende il nome da fiume Karnali, è la più estesa tra le sette, ma anche la meno popolosa.

## Suddivisioni amministrative
La provincia è suddivisa in 10 distretti:
- Dailekh
- Dolpa
- Humla
- Jajarkot
- Jumla
- Kalikot
- Mugu
- Salyan
- Surkhet
- Rukum Ovest